# Werner von der Schulenburg

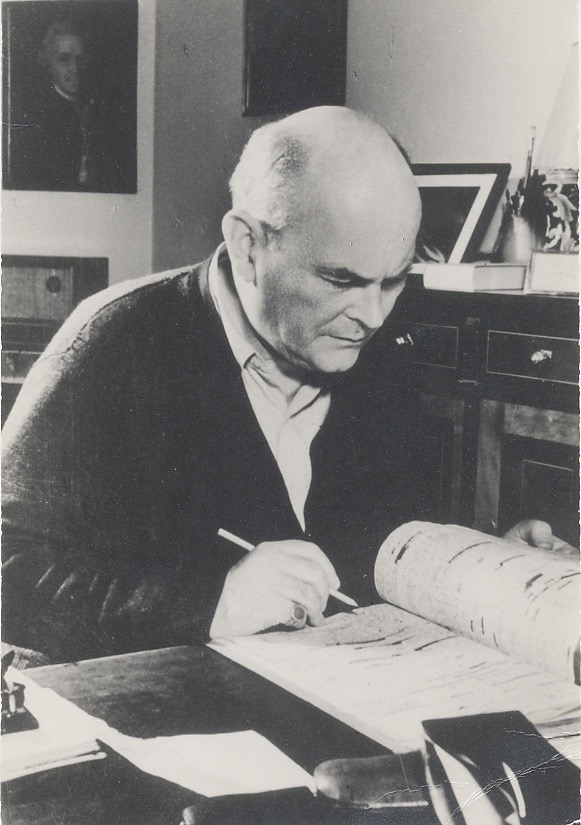
Werner von der Schulenburg nel 1952

Werner (Gebhard Werner) von der Schulenburg (Pinneberg, 9 dicembre 1881 – Caslano, 29 marzo 1958) è stato uno scrittore tedesco.

## Biografia
Werner (Gebhard Werner) von der Schulenburg discende dall'antica stirpe nobile tedesca dei von der Schulenburg. Viene arruolato a 10 anni nel corpo dei cadetti, della scuola reale per ufficiali prima a Plön poi a Groß Lichterfelde. Tra i suoi camerati ci sono i due principi reali oltre a Kurt von Schleicher, Johannes Blaskowitz, Ernst Busch, Franz von Papen.
Lascia l'esercito nel 1902 e si dedica allo studio della giurisprudenza. Si laurea a Erlangen, nel 1911. L'incontro con Bertha von Suttner a Lipsia nel 1906, con cui intrattiene una vivace corrispondenza per molti anni, rafforza il suo interesse per temi pacifisti.
Nel 1909, a Rapallo, sposa Viktoria Lutteroth, figlia del pittore Ascan Lutteroth.
Nel 1912, in seguito al successo del suo secondo romanzo “Stechinelli”, lascia l'impiego di referendario ad Amburgo e studia storia dell'arte, prima ad Amburgo, poi a Berlino, con Alfred Lichtwark e Max Liebermann. Si laurea in storia dell'arte a Friburgo.
Intraprende lunghi viaggi nell'Europa dell'Est, nella Russia Imperiale, in Italia e a Parigi, inviando rapporti di viaggio e di opinione al consigliere d'ambasciata Diego von Bergen il quale, nella seconda guerra mondiale, è ambasciatore tedesco presso il Vaticano.
Allo scoppio della prima guerra mondiale si arruola volontario nel battaglione di complemento Frankfurt Oder. Nella seconda battaglia dei laghi Masuri resta ferito in un incidente d'auto e il fratello cade nell'esecuzione del suo compito di portaordini.
Nel 1917-19 viene trasferito a Berna all'Ambasciata Imperiale Tedesca in qualità di responsabile stampa e partecipa sovente a conferenze nei quartieri generali di Erich Ludendorff e Paul von Hindenburg. Nel 1917 per conto dell'Ambasciata tratta con Lenin le modalità del ritorno in Russia di quest'ultimo dentro un vagone piombato e presenzia alla regolare partenza del treno dalla stazione di Zurigo.
Nel 1919 si trasferisce ad Ascona e nel 1921, dopo il divorzio da Viktoria Lutteroth, si sposa con Lisa Schauman una giovane tedesco-brasiliana.  S'insedia sotto il Monte Verità, la comunità di artisti e intellettuali che frequenta regolarmente e acquista anche un rifugio ad Auressio nel quale si ritira a scrivere e studiare da solo, oppure a ricevere ospiti quali Max Scheler, Leopold von Wiese, Oskar Walzel e Otto Niemeyer-Holstein.
Nel 1922, la sera prima della marcia su Roma incontra Margherita Sarfatti e con lei intrattiene una intensa corrispondenza a partire dal 1926.
Dal 1927 al 1930 è responsabile della rivista “Italien”, un periodico che si propone di avvicinare la cultura italiana a quella tedesca. Collabora a Gerarchia (rivista) a partire dal novembre 1930 e si esprime apertamente contro Adolf Hitler e il suo regime.
Nel 1933 Edgar Jung lo introduce nella cerchia di Franz von Papen.
Nel luglio del 1933 Schulenburg partecipa al Concordato tra il Vaticano e il Terzo Reich (Reichskonkordat) in qualità di capo dell'ufficio stampa di Franz von Papen.
Nel 1934, previo divorzio da Lisa Schauman, si sposa con Marianne Wentzel e trasferisce la residenza nel suo rifugio letterario ad Auressio in Ticino.
Nel 1936 le commedie Schwarzbrot und Kipfel e Diana im Bade ottengono un grande successo. Werner von Schulenburg si adopera direttamente e personalmente presso il ministero della propaganda in favore del suo medico e di altri suoi amici ebrei.
Successivamente i suoi pezzi teatrali sono dichiarati “indesiderabili” e nessun impresario ha più il coraggio di inscenarli. Torna dunque a scrivere romanzi, rafforzando la sua opposizione al regime, e si trasferisce a Irschenhausen vicino a Monaco.
Nell'autunno del 1939 accetta l'offerta di occuparsi di affari culturali a Roma, ma è ben presto in conflitto con l'ambasciata tedesca in quanto apertamente contrario al nazionalsocialismo. Apre un ufficio di traduzioni a Roma e nel 1941 compare in italiano il suo romanzo Terre sotto l'arcobaleno (Garzanti).
Nel 1943, dopo i primi 3 numeri della nuova rivista Italien, è rimosso dal ruolo di direttore in seguito a pressione del ministero di propaganda di Berlino. Al suo fianco nella lotta contro il regime nazista Ulrich von Hassell, Friedrich Werner von der Schulenburg e altri familiari con cui costituisce una cellula di resistenza.
La Gestapo lo bandisce da Roma il 23 novembre 1943 ed è costretto a darsi alla macchia, lasciando indietro ogni bene.
Nel luglio 1944, dopo l'operazione Walkiria Schulenburg è ricercato attivamente e si rifugia tra le montagne bavaresi.
Nel 1950 compare il suo romanzo Der König von Korfu, edito da Westermann Verlag.
Di nuovo divorziato, nel 1951 si sposa con Jsa Carsen Iser, una giovane letterata.
Nel 1954 si trasferisce a Magliasina di Caslano e lì muore d'infarto nel 1958.

## Riconoscimenti
- 1915 Croce di ferro
- 1942 Commendatore della Corona d'Italia
- 1955 Il tribunale della riparazione – Landgerich Muenchen I, 4. Entschaedigungskammer AZ.EK 10189/53, con sentenza del dicembre 1955, ha dichiarato Werner von der Schulenburg perseguitato del regime nazista.
- 2003 viene inaugurato a Verona il monumento a Werner e Johann Matthias von der Schulenburg

## Fonti
- Antonini Marco, Munzi Ulderico, (2001) L'uomo che poteva salvare il duce, Sperling & Kupfer Editori
- Archivio privato “Werner von der Schulenburg”, www.wernervonderschulenburg.com
- Festorazzi Roberto, Margherita Sarfatti, la donna che inventò il duce, (2010), Angelo Colla Editore.
- Frassati Luciana, Il destino passa per Varsavia, (1985) Bompiani
- Vecchiato Francesco, Gargano Antonella, Matthias e Werner von der Schulenburg. La dimensione europea di due aristocratici tedeschi, (2006) Del Bianco Editore
- Sibyl von der Schulenburg, Il Barone, (2010) Ipertesto Edizioni
- www.wernervonderschulenburg.com

## Opere
- Chronik der Stadt Söderborg, romanzo storico, 1909, Concordia
- Eine Winterfahrt durch die Provence, raccolta di poesie, 1910, Concordia
- Stechinelli, romanzo storico, prima edizione 1911, Reissner, Dresden
- Sanssouci, commedia, 1911, Reissner, Dreden
- Eulenspiegel, raccolta di poesie, 1911, Reissner, Dresden
- Judas, raccolte di poesie religiose, 1912, Reissner, Dresden
- Don Juan im Frack, 1912
- Antiquitäten, 1913
- Thomas Dingstäde, 1916
- Zehn Katholische Novellen, novelle, 1913, Reissner, Dresden
- Deutsche Flamme, raccolta di poesie, 1915 Reissner, Dresden
- Ein neues Porträt Petrarcas, dissertazione per l'abilitazione alla libera docenza presentato alla Università di Fribourg in Svizzera
- Meine Kadetten-Erinnerungen, racconto autobiografico, 1919, Steinecke, München
- Dante und Deutschland, saggio, 1921, Günther, Freiburg
- Doktor Boëtius der Europäer, romanzo, 1921, Reissner, Dresden
- Diplomatiche Halbwelt, romanzo, 1922, See-Verlag, Konstanz
- Herostrat, opera teatrale, 1922, Werk-Verlag, Weimar
- Malatesta, romanzo storico, 1923, Einhorn-Verlag, München
- Briefe vom Roccolo, novella, 1924, Einhorn Verlag, München
- Könige, novelle, 1925, collezione "Der Rosenstock", Hildesheim
- Don Juans letztes Abenteuer, raccolta di poesie, 1925, Werle Verlag, Konstanz
- Der junge Jacob Burckhardt, biografia, 1925, Alb. Müller, Zürich
- Schattenspiel der Liebe, commedia, 1925, Werk-Verlag, Weimar
- Jesuiten des Königs, romanzo storico, 1928, Deutsche Verlags Gesellschaft, Stuttgart
- Venus im Ersten Haus, commedia, 1931, Werk-Verlag, Weimar
- Glas von Murano, opera teatrale, 1932, Werk-Verlag, Weimar
- Der Ring der Marquise, opera teatrale, 1932, Werk-Verlag, Weimar
- O.H.L. befiehlt, opera teatrale, 1932, Werk-Verlag, Weimar
- Land unter dem Regenbogen, romanzo, 1934, AVA, Hessen (vedi Sonne über dem Nebel)
- Sonne über dem Nebel, trad.italiana Terra sotto l'arcobaleno con prefazione di Alessandro Pavolini, Garzanti, 1941
- Schwarzbrot und Kipfel, commedia teatrale 1935 Werk-Verlag Weimar da cui il film nel 1956 da R.A. Stemmle col titolo “Und die Liebe lacht dazu”. Tra le ultime apparizioni in TV a novembre 2003 su ORF2.
- Diana im Bade, commedia teatrale 1935 Werk-Verlag Weimar.
- Fürst Pückler, commedia, 1936, Werk-Verlag, Weimar. Versione riveduta di "Venus im Ersten Haus"
- Der Umweg, commedia, 1937, Werk-Verlag, Weimar
- Zaungast der Weltgeschichte, saggio, 1936, Schmidt & Spring, Leipzig.
- Der graue Freund, romanzo, 1937 ed. Ullstein Berlin
- Eine Frau erklärt den Krieg, commedia, 1937, Werk-Verlag, Weimar
- Goethes Vater, biografia 1937 ed. Glock und Lutz
- Die Götter lachen, commedia, 1938, Werk-Verlag, Weimar
- Licht aus dem Westen, opera teatrale, 1938, Werk-Verlag, Weimar
- Die Uhren unseres Tals, opera teatrale 1938 Werk-Verlag Weimar
- Die Perlen Karls des Kühnen, commedia, 1940, Werk-Verlag, Weimar
- Italiener sehen Italien, biografia, 1941, Habbel-Verlag, Regensburg
- Die Meister von Anticoli, biografia, 1942, Karl Rausch, Dessau
- Hinter den Bergen, racconto di guerra, 1944, Sicker, Berlin
- Goldoni, commedia, 1945, Werk-Verlag, Weimar
- Artemis und Ruth, racconto, 1946, Piper, München
- Revolution in Venedig, commedia, 1947, Werk Verlag, Frankfurt am Main
- Stundenbuch der Liebe, breviario per amanti, 1947, Wolfram Körner Verlag, Stuttgart
- Beglänzte Meere, racconti, 1947, Wolfram Körner Verlag, Stuttgart
- Der König von Korfu, romanzo storico, 1950, prima edizione Verlag Westermann, Braunschweig
- Der Papagei der Konsulin, romanzo umoristico, 1952, Verlag Deutsche Volksbücher, Stuttgart
- Der Genius und die Pompadur, romanzo storico, 1953, Verlag Deutsche Volksbücher, Stuttgart
- Crème à la Cocotte, romanzo, 1956, Christ. Wolff Verlag, Flensburg
- Das Mädchen mit den Schifferhosen, racconto, 1957, Christ. Wolff Verlag, Flensburg

## Altre opere
Curatore di:
- Jacob Burckhardt, Immagini di un viaggio al Sud, 1928, Verlag Niels Kampmann, Heidelberg
- J.C. Goethe, Viaggio in Italia 1740,
- Soldatenführer von Venedig, 1944. Piccola guida turistica destinata ai militari tedeschi in visita a Venezia

## Traduzioni
- Joseph Berchoux : Die Gastronomie des Joseph Berchoux poema 1919 ed. Hanseaten Verlag Hamburg.
- Viola: Jene Frau , opera teatrale 1938 Meisel Verlag Berlin
- A. de Stefani: Das hässliche Entlein commedia 1940 Meisel Verlag Berlin
- Gherardo Gherardi: Die Söhne des Hernn Grafen commedia 1940 Werk Verlag Weimar
- Alessandro Pavolini: Die Lichter des Dorfes novelle 1940 Verlag Rütten & Loening Potsdam
- Achille Corrà: Die Abenteuerin commedia teatrale 1940 Meisel Berlin
- Mussolini-Forzano: Cavour opera teatrale 1939 Werk-Verlag Weimar
- Guglielmo Zorzi: Die Waage opera teatrale 1941 Meisel Berlin
- Corrado Alvarò: Strandgut opera teatrale 1941 Meisel Berlin
- Gherardo Gherardi:Heim ins Leben commedia 1942 Werk Verlag
- Ugo Falena:Flittergold opera teatrale 1942 Meisel Berlin
- Stefano Landi:Der Silberne Falke opera teatrale 1942 Meisel
- Forzano: Die goldene Lilie opera teatrale 1942 Meisel Berlin
- Chiarelli: Antlitz und Maske commedia 1942 Meisel Berlin
- G. Adani:Columbus selige Witwe opera teatrale 1942 Werk Verlag
- Carlo Goldoni:Der Murrkopf commedia 1945 Ges. Der Bucherfreunde Hamburg